# Джудж
Джудж — национальный парк Сенегала в дельте реки Сенегал. В парке оборудовано более десяти смотровых площадок для наблюдения за птицами. Ежегодно парк посещают около 5 000 человек.
Национальный парк был основан в 1971 году. В 1980 году парк был включён в список водно-болотных угодий, охраняемых Рамсарской конвенцией, в 1981 году — в список объектов всемирного наследия ЮНЕСКО. В 2005 году в дельте реки Сенегал, включая орнитологический резерват Джудж в Сенегале, национальный парк Диавалинг и заповедник Чат-Т-Бул в Мавритании, был основан биосферный резерват Дельта-дю-Флёв-Сенегаль.

## Физико-географические характеристики

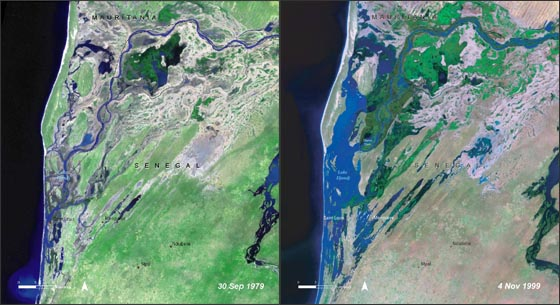
Озеро Джудж из космоса: слева — засуха 1979 года, справа — наводнение 1999 года.

Парк расположен в низменной местности в дельте реки Сенегал в северной части страны. В 15 км южнее парка находится Росс-Бетио, а в 60 км юго-западнее — Сен-Луи. Высота парка над уровнем моря составляет около 20 метров.
Дельта реки представляет собой обширный бассейн галоморфных почв, образующих солончаки. Парк Джудж находится в небольшой части бассейна, подвергающейся сильным наводнениям из-за системы запруд и плотин. Из-за плотин вода остаётся дольше на территории парка, что привлекает водоплавающих птиц. Солёность воды существенно меняется в зависимости от её уровня.
Климат в парке характерен для региона сахель, при котором чередуются дождливые и засушливые сезоны. Ежегодный уровень осадков составляет в среднем 300 мм, температура — 27°С.

## Флора и фауна
Небольшое количество осадков и неплодородные почвы нашли своё отражение в растительном мире парка. В парке доминирует саванна с колючими кустарниками: акации (акация нильская, акация кручёная), тамарисковые (Tamarix senegalensis) и баланитесы (баланитес египетский). В сезон дождей возрастает популяция белой водяной лилии и рогоза. Большую площадь покрывают галофитовые растения, в частности Солерос.
|        |         |       |
| Баклан | Пеликан | Щурка |

Животный мир парка включает в себя три миллиона особей водоплавающих птиц, которые являются основной причиной создания парка. Парк является первым источником свежей воды для птиц после пересечения пустыни Сахара. Среди перелётных птиц встречается чирок-свистунок (Anas querquedula), широконоска (Anas clypeata), турухтан (Philomachus pugnax) и чернохвостый веретенник (Limosa limosa). В парке гнездятся фламинго (Phoenicopterus ruber) и розовые пеликаны (Pelecanus onocrotalus), белолицая свистящая утка (Dendrocygna viduata), рыжая свистящая утка (Dendrocygna bicolor), шпорцевый гусь (Plectropterus gambensis), рыжая цапля (Ardea purpurea), обыкновенная кваква (Nycticorax nycticorax) и многие другие.
Среди млекопитающих в парке встречается бородавочник (Phacochoerus aethiopicus) и западно-африканский ламантин (Trichechus senegalensis). Кроме того водится несколько видов крокодилов и газелей.
|          |        |       |
| Крокодил | Буйвол | Питон |

## Охрана территории

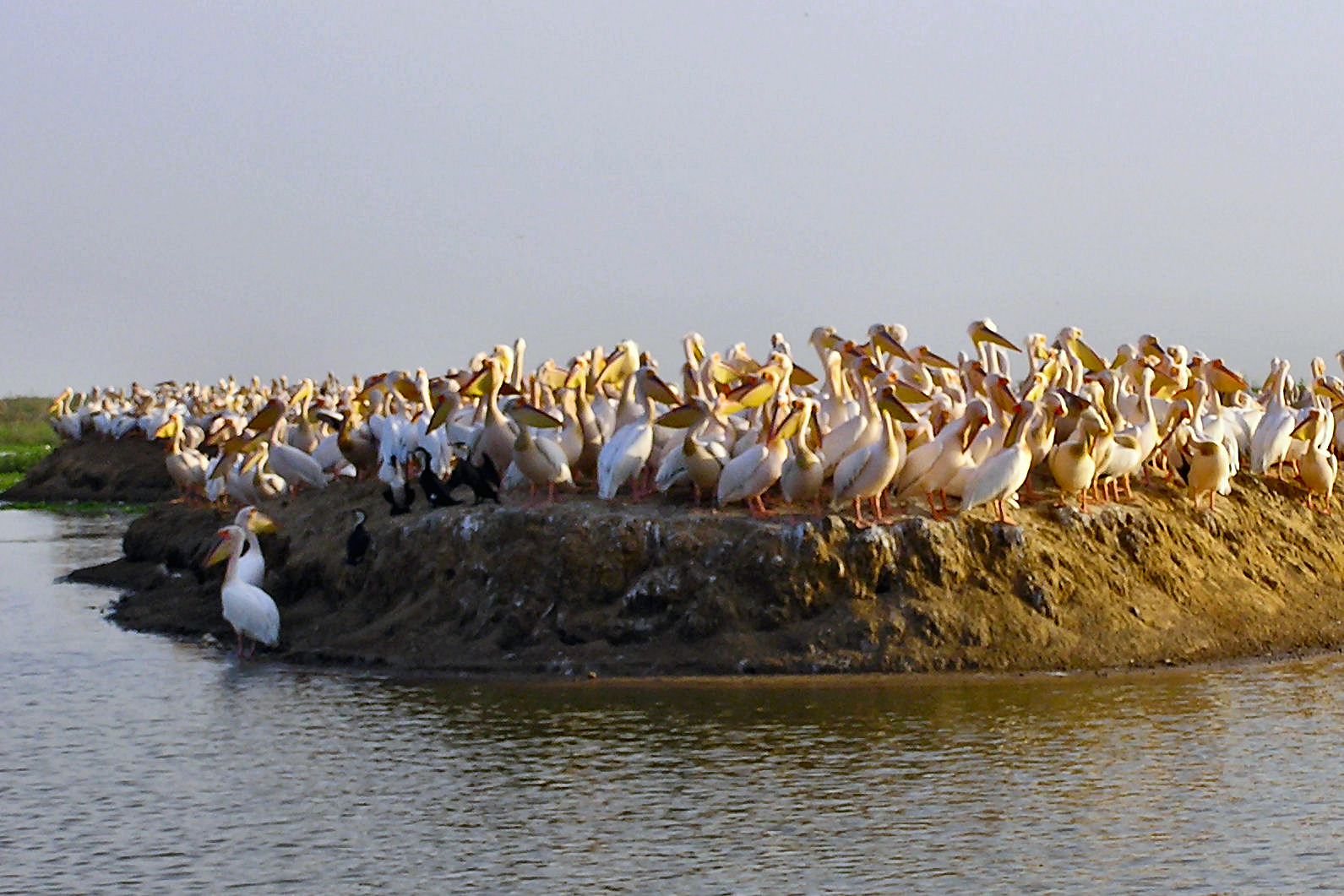
Пеликаны на острове в парке

В парке расположено пять наблюдательных постов, соблюдается зонирование. Три месяца в году парк закрыт. Вокруг парка и внутри него построена система плотин и дамб, для того, чтобы уровень воды в парке не зависел от течения реки Сенегал.
С 2000 по 2006 годы парк находился в списке объектов под угрозой уничтожения. В 2000 году растение сальвиния вредная (salvinia molesta) пересекло реку Сенегал и наводнило парки. Первые предпринятые попытки биологического контроля с использованием насекомых, которые поедали растения, были безуспешны. К 2006 году методы биологического контроля принесли свои результаты, что вместе с улучшенным управлением парком позволило комитету исключить его из списка объектов под угрозой уничтожения.